# Cmentarz żydowski w Nowym Sączu
Cmentarz żydowski w Nowym Sączu – kirkut położony przy ul. Rybackiej w Nowym Sączu w pobliżu miejsca, gdzie Kamienica Nawojowska uchodzi do Dunajca. W niewielkiej odległości znajduje się Synagoga Grodzka.
Macewy (nagrobki) ustawione są pionowo i skierowane w stronę południowo-wschodnią w kierunku Jerozolimy. Na powierzchni 3,2 ha zachowało się ich około 200, w tym wiele o wartości zabytkowej. Starym grobowcem jest m.in. ohel zmarłego w 1875 roku cadyka Chaima Halberstama, odwiedzany do dziś przez chasydów z całego świata.

## Historia
Cmentarz został założony pod koniec XIX wieku i poszerzony w 1926 roku. Jego powstanie ma zapewne związek z wyczerpaniem miejsca na starym kirkucie. Podczas II wojny światowej został zdewastowany przez Niemców, przeważająca część macew została usunięta. Według relacji opiekuna cmentarza, wiele macew było profanowanych poprzez wykorzystanie ich jako tani materiał do budowy chodników lub w budynkach gospodarczych.
Podczas okupacji był miejscem masowych egzekucji, zamordowanych chowano w zbiorowych mogiłach. Podczas tzw. „Akcji Majowej” w 1942 roku, Obersturmführer Heinrich Hamann (szef sądeckiej placówki Gestapo) rozkazał rozstrzelanie na cmentarzu około 400 Żydów pochodzących z sądeckiego getta i pochowanie ich w zbiorowej mogile. Wydarzenia te upamiętnia pomnik odsłonięty 18 czerwca 1959 roku. Lista ludzi przeznaczonych do rozstrzelania została złożona przez Hamanna na podstawie odkrytej w archiwum sądowym listy członków lokalnej Biblioteki Maksa Rosenfelda.
Ostatnie pochówki odbyły się w latach 90. XX wieku, łącznie odbyło się tu około 25 tysięcy pogrzebów.
Opiekunem cmentarza jest Jakub Miller, sądecki Żyd, który przeżył okupację. Rozpoczął on po wojnie długotrwałą restaurację miejsca pochówku. Przetransportowane na cmentarz, odkryte lub dostarczone tu macewy zostały ustawione na całej przestrzeni cmentarza, jedynie kilka stoi na oryginalnym miejscu pochówku. Duża ilość macew została użyta do budowy muru okalającego cmentarz od strony południowej i zachodniej. Wiele napisów na nagrobkach jest w stanie zaawansowanej erozji.
Zachowana ilustracja oryginalnego wyglądu cmentarza (gęsty układ nagrobków) wraz z ohelem Chaima Halberstamma znajduje się w synagodze w Nowym Sączu.